# Onthophilus aonoi
Onthophilus aonoi är en skalbaggsart som beskrevs av Ôhara och Takeshiko Nakane 1986. Onthophilus aonoi ingår i släktet Onthophilus och familjen stumpbaggar. Inga underarter finns listade i Catalogue of Life.